# Houston (Missouri)
Houston è un comune degli Stati Uniti d'America, situato nello Stato del Missouri, nella contea di Texas, della quale è il capoluogo.